# Corydalis pinnatibracteata
Corydalis pinnatibracteata är en vallmoväxtart som beskrevs av Y. W. Wang, Lidén, Q. R. Liu och M. L. Zhang. Corydalis pinnatibracteata ingår i släktet nunneörter, och familjen vallmoväxter. Inga underarter finns listade i Catalogue of Life.